# Fibroina
Fibroina – białko z grupy białek fibrylarnych. Stanowi główny składnik budulcowy naturalnych włókien jedwabiu oraz pajęczyny (drugim składnikiem jest serycyna – klej jedwabny). Fibroinę tworzą łańcuchy zbudowane w przeważającej części z powtarzającej się sekwencji aminokwasów jak: (Gly-Ser-Gly-Ala-Gly-Ala)n. Fibroina ma drugorzędową strukturę warstwową zbudowaną z antyrównoległych warstw beta harmonijki.